# Giuseppe Morelli
Pour les articles homonymes, voir Morelli.
Giuseppe Morelli (né le 2 août 1907 à Rome et mort le 21 août 2000) est un chef d'orchestre et compositeur italien.

## Filmographie
- 1946 : Le Barbier de Séville (réalisation : Mario Costa, musique : Gioachino Rossini)
- 1948 : Amours de clown (Pagliacci) (également chef de chœur - réalisation : Mario Costa, musique : Ruggero Leoncavallo)
- 1948 : L'elisir d'amore (réalisation : Mario Costa, musique : Gaetano Donizetti)
- 1949 : Une nuit de folie à l'opéra (réalisation : Mario Costa, musique : Giovanni Fusco)
- 1951 : Au diable la célébrité (également directeur musical - réalisation : Mario Monicelli et Steno, musique : Carlo Franci)
- 1953 : Verdi (également chef de chœur - réalisation : Raffaello Matarazzo)
- 1953 : Pour toi, j'ai péché (Per salvarti ho peccato) (réalisation : Mario Costa, musique originale : Renzo Rossellini, orchestre et chœur de l'Opéra de Rome)
- 1953 : Aida
- 1954 : Où est la liberté ?
- 1955 : Mélodies immortelles (réalisation : Giacomo Gentilomo, musique : Nino Rota)